# إمبيرور موراكامي
إمبيرور موراكامي (باليابانية: 村上天皇) هو حاكم ‏ ياباني، ولد في 14 يوليو 926 في Heian-kyō ‏ في اليابان، وتوفي بنفس المكان في 5 يوليو 967.